# Hippiatrica
Hippiatrica, egy érdekes és becses állatorvosi kézikönyv címe, amelyet a 10. században VII. Konstantin bizánci császár kérésere egy névtelen szerző állított össze az 5. század – 10. századbeli állatorvosi irodalom felhasználásával. Ez a gyűjtemény a lovak betegségeinek részletes leírásán kívül egy gazdag receptgyűjteményt is tartalmaz. Nyomtatásban először a latin fordítása jelent meg Párizsban, 1530-ban.